# Пілоричні придатки
Пілоричні придатки (лат. Appendices pyloricae) — вирости кишкового тракту, за допомогою яких відбувається нейтралізація їжі, що переходить до лужного середовища кишечнику. Завдяки їм збільшується всмоктувальна поверхня кишечнику. Також в їх обов'язки входить ферментативна функція.